# Reilingen
Reilingen  est une commune de Bade-Wurtemberg (Allemagne), située dans l'arrondissement de Rhin-Neckar, dans l'aire urbaine Rhin-Neckar, dans le district de Karlsruhe.
La commune est jumelée avec la commune française de Jargeau (Loiret) depuis 1989.
Le maire de Reilingen est Monsieur Stefan Weisbrod (élu en avril 2013).